# ألكساندر بوبنوف
ألكساندر بوبنوف (الروسية: Александр Викторович Бубнов) (مواليد 10 أكتوبر 1955) هو لاعب كرة قدم. لعب مع منتخب الاتحاد السوفيتي لكرة القدم. سبق له أن لعب في كأس العالم لكرة القدم مع منتخب بلاده.

## روابط خارجية
- ألكساندر بوبنوف على موقع الاتحاد الدولي (مؤرشف)  (الإنجليزية)
- ألكساندر بوبنوف على موقع قاعدة بيانات كرة القدم.إي يو (الإنجليزية)
- ألكساندر بوبنوف على موقع ناشيونال فوتبول تيمز (الإنجليزية)